# Szkoła austriacka
Szkoła austriacka (szkoła wiedeńska, prakseologiczna) – jedna ze szkół ekonomii. Prezentuje podejście subiektywno-marginalistyczne.

## Historia
Za założycieli właściwej szkoły austriackiej uważa się dziś przede wszystkim autora teorii użyteczności krańcowej Carla Mengera oraz twórcę subiektywnej teorii procentu Eugena von Böhm-Bawerka. Powstała na uniwersytecie w Wiedniu w latach 70. XIX w.
Opublikowane w 1871 roku przez Carla Mengera Zasady ekonomii są po dziś dzień jednym z ważniejszych dzieł rewolucji marginalistycznej.
Po opublikowaniu Zasad Ekonomii Menger stworzył austriacką teorię pieniądza oraz podstawy metodologiczne szkoły podczas Methodenstreit. Od tego czasu Szkoła Austriacka jest uważana za szkołę aprioryczno-dedukcyjną, czyli formułującą argumenty na bazie aksjomatów (od połowy XX w. zwłaszcza na podstawie aksjomatu ludzkiego działania Ludwiga von Misesa) i ich logicznych implikacji, wynikających z procesu przyczynowo-skutkowego.

## Założenia
Główne założenia szkoły austriackiej:
- zasada subiektywizmu metodologicznego,
- zasada indywidualizmu metodologicznego,
- znaczne ograniczenie użytku matematycznego modelowania zjawisk gospodarczych,
- podkreślanie roli niepewności w zjawiskach gospodarczych,
- podkreślanie roli wiedzy i informacji dla przebiegu procesów rynkowych.

Zgodnie z powyższym wyliczeniem, przedstawiciele tego nurtu uważają, że procesy gospodarcze charakteryzują się dużą dozą niepewności i stałymi zakłóceniami równowagi. W tych warunkach najlepszym rozwiązaniem koordynującym działalność podmiotów gospodarujących według nich jest wolny rynek. Umożliwia on pozyskiwanie informacji oraz ich stosowną weryfikację i interpretację („uczenie się”), głównie poprzez mechanizm cenowy. Niezbędna jest do tego celu swoboda kształtowania się cen, która to z kolei, uzależniona jest od swobodnej konkurencji. Twierdzą, iż instytucje państwowe nigdy nie będą w stanie zastąpić wolnego rynku jako mechanizmu optymalnej alokacji dóbr, ponieważ według nich będą miały zbyt ubogi zasób informacji, a pewnych ich kategorii (np. informacje o użyteczności) nie posiądą w ogóle.

## Poglądy na rolę państwa w polityce gospodarczej
Zdaniem przedstawicieli szkoły austriackiej, zwalczanie bezrobocia i inflacji uzależnione jest nie tylko od ograniczania i stabilizowania tempa podaży pieniądza, ale także od skutecznego hamowania ekspansji i roli związków zawodowych, które według nich są poważnym czynnikiem zwiększającym poziom inflacji, recesji oraz przeszkodą w podnoszeniu poziomu życia pracowników najemnych.
Emisja pieniądza nie powinna być domeną monopolu banku centralnego, ale także konkurujących ze sobą banków komercyjnych, które to dopiero zapewnią odpowiednią podaż pieniądza. Właściwa jest stabilizacja kursów walutowych, ponieważ rząd zmuszony jest w takiej sytuacji do podtrzymywania określonego parytetu wymiennego. Skutecznie uniemożliwi mu to zatem używanie kursu walutowego do realizacji dyskrecjonalnych celów polityki gospodarczej. Uważają, że rząd nie powinien ograniczać w jakikolwiek sposób wymiany walut.
W poglądach przedstawicieli austriackiej szkoły w ekonomii priorytetową rolę odgrywa rola prawno-instytucjonalnych ram funkcjonowania gospodarki. Polityka gospodarcza rządu powinna być przede wszystkim skierowana na respektowanie i ochronę mechanizmu wolnego rynku. To „rządy prawa”, a nie „rządy prawne” umożliwiają odróżnienie działań zgodnych z duchem wolnego rynku od tych, które są z nim sprzeczne. Przedsiębiorstwa państwowe są o tyle niekorzystną formą gospodarowania, o ile powodują powstanie monopolu w gospodarce. Mogłyby wtedy bowiem stać się realnym zagrożeniem dla ich koncepcji „wolności”, jeżeli nazbyt wielka część działalności gospodarczej przeszłaby pod bezpośrednią kontrolę państwa. Według nich najgorsze są te przypadki, kiedy to działania władz wiążą się z wszelkiego rodzaju różnicowaniem ludzi. Są to decyzje określające, kto ma być upoważniony do dostarczania dóbr i świadczenia usług, po jakich cenach, czy i w jakich ilościach – innymi słowy, posunięć mających na celu kontrolowanie dostępu do różnych rodzajów działalności gospodarczej i zawodów, warunków sprzedaży oraz rozmiarów produkcji lub sprzedaży.
Podobnie rzecz ma się z płatnościami transferowymi, które zdaniem przedstawicieli szkoły austriackiej są z założenia niesprawiedliwe i nieuzasadnione, gdyż państwo według nich nie ma prawa decydować jak redystrybuować dochody obywateli. Twierdzą, że wolność gospodarowania oraz rządy prawa są tym samym niemożliwe do pogodzenia z próbami „poprawiania” podziału dochodów przez aparat państwowy. Hayek pisze zatem co następuje: „Lecz ci, którzy dążą do sprawiedliwości opartej na rozdzielnictwie, napotykają w praktyce na każdym kroku barierę rządów prawa. Z samej natury ich zamiarów wynika, że muszą sięgać do środków dyskryminacyjnych i niekontrolowanych”.
Szczególnie szkodliwa według nich jest jednak działalność polegająca na jakiejkolwiek kontroli cen. Jak twierdzą, wszystkie takie kontrole musiałyby być w pewien sposób arbitralne, a poza tym niemożliwe jest przeprowadzenie ich w sposób pozwalający na właściwe funkcjonowanie wolnego rynku. 
Dla zapewnienia wolności gospodarowania oraz konkurencji uważają, iż niezbędne jest zagwarantowanie swobody zawierania umów. Dopuszczalność konkretnego aktu zależy bowiem wyłącznie od ogólnych przepisów, a nie od zaaprobowania go przez wyznaczony do tego organ administracyjny władzy.

## Przedstawiciele
- Carl Menger
- Eugen von Böhm-Bawerk
- Friedrich von Wieser
- Ludwig von Mises
- Knut Wicksell
- Friedrich August von Hayek
- Hans Mayer
- Murray Rothbard
- Israel Kirzner
- Henry Hazlitt
- Hans-Hermann Hoppe
- Walter Block
- Franz Čuhel(inne języki)
- Wilhelm Röpke
- Gene Callahan
- Lew Rockwell
- Joseph Salerno
- Fritz Machlup
- Peter Schiff
- Marc Faber
- Mark Skousen
- Jesús Huerta de Soto

## Dzieła
- Zasady ekonomii Carla Mengera
- Indywidualizm i porządek ekonomiczny Friedricha Hayeka
- Kapitał i zysk z kapitału Eugena von Böhm-Bawerka
- Ludzkie działanie Ludwiga von Misesa
- Złoto, banki, ludzie Murraya Rothbarda
- Ekonomia Wolnego Rynku (en. Man, Economy and State) Murraya Rothbarda